# Antonio Maurizio Valperga
Pour les articles homonymes, voir Valperga (homonymie).
Antonio Maurizio Valperga (XVIIe siècle-1688)  est un ingénieur militaire originaire de Turin. D'une famille d'ingénieurs militaires ayant servi dans les armées du roi de France, Maurizio Valperga est connu pour avoir été le premier, non pas par date mais par rang, ingénieur militaire du duc de Savoie. Il aurait aussi été l'architecte du cardinal de Mazarin.

## Projets pour les Ducs de Savoie
(Voir Architecture baroque à Turin)
- Chartreuse de Turin

## Projets pour l'ordre de Saint-Jean de Jérusalem
Il arrive à Malte en février 1670 où il est appelé pour conseiller le grand maître de l'ordre de Saint-Jean de Jérusalem Nicolas Cottoner y de Oleza sur les fortifications de Floriana. Dès le 2 avril 1670, le conseil magistral approuve ses plans. Prévoyant une nouvelle invasion de l'archipel maltais après la chute de Candie et la prise de la Crète et ayant acquis la confiance du grand maître celui-ci lui demande les plans d'une grande fortification pour protéger les villes de Birgu, Senglea et Bormla. Les plans sont rapidement établis car la première pierre d'un rempart de 4,5 km de long est posée le 28 août 1670 par le grand maître, qui finance l'ensemble de la construction.
Ces nouvelles fortifications peuvent protéger une population de 40 000 personnes avec armes, bagages et bétail. Pour compléter de dispositif défensif il propose la construction d'un fort sur la pointe Sottile pour commander l'est du dispositif et contrôler l'entre du Grand Harbour avec le fort Saint-Elme. Ce fort sera financé par le chevalier  Giovani Francesco Ricasoli.
Il ne verra pas la fin de ses projets puisqu'il quitte Malte en novembre 1670 rappelé par Charles-Emmanuel II. L’ensemble de ses travaux seront exécutés fidèlement par Médéric Blondel l'ingénieur militaire du grand maître. Valperga s'était pourtant opposé à Blondel en jugeant irréaliste son projet de fortification de Marsalforn à Gozo lui préférant le renforcement de la citadelle de Rabat.

## Sources
- (en) Leonard Mahoney, 5000 years of Architecture in Malta, Valletta Publishing, Malta, 1996